# 北汽福田
北汽福田股份有限公司（简称：福田汽车，曾用简称：福田股份；上交所：600166）为一家注册地和办公地位于中国北京市昌平区的汽车制造业股份制上市公司。主营制造、销售汽车、农用车、农业机械、模具、冲压件等。2010年，公司销售收入319,8069万元，净利润16,4601万元；2011年前3个季度销售收入156,5846万元，净利润8,8717万元。公司注册与办公地位于北京市昌平区沙河镇沙阳路老牛湾村北。

## 历史
北汽福田前身主体为始建于1989年诸城市机动车辆制造厂，1996年1月28日更名为北汽摩托山东分公司。1996年8月31日，北京汽车摩托车联合制造公司和常柴集团有限公司、武进柴油机厂等100家单位共同发起设立北汽福田。1998年3月23日，公司增资扩股并由发起设立转为募集设立。1998年6月2日，公司于上交所上市交易。截止2010年12月31日，公司总资产246,4147万元；总股本为21,0967.16万股（2011年9月14日）。2011年6月30日，控股机构北京汽车集团有限公司持股比重占32.76%。
2005年收購了德國早年結束的寶沃汽車品牌，2016年正式以其作福田的轎車或SUV的品牌推出。